# Сенат
Сенат (лат. Senatus) је израз који у најширем поимању значи законодавно, савјетодавно и, у ријетким случајевима, извршно односно судско тијело у некој држави или организацији, а који чине његови најугледнији појединци.
Обично се под сенатом подразумијева горњи дом скупштине у некој држави. У историји је као такво тијело најпознатији Римски сенат по коме су сви остали сенати и добили име. Чланови сената су сенатори и традиционално се због самог чланства у сенату сматрају најугледнијим грађанима неке државе.